# Grauhäubchenmeise

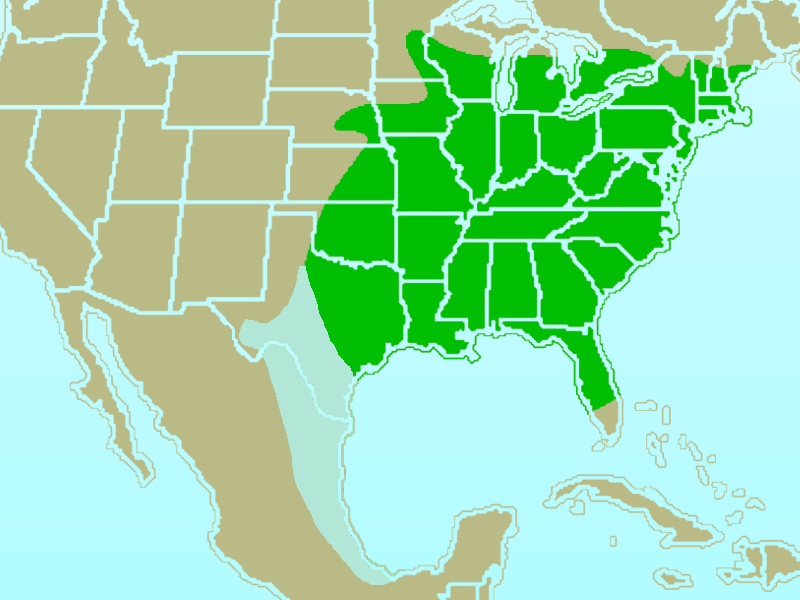

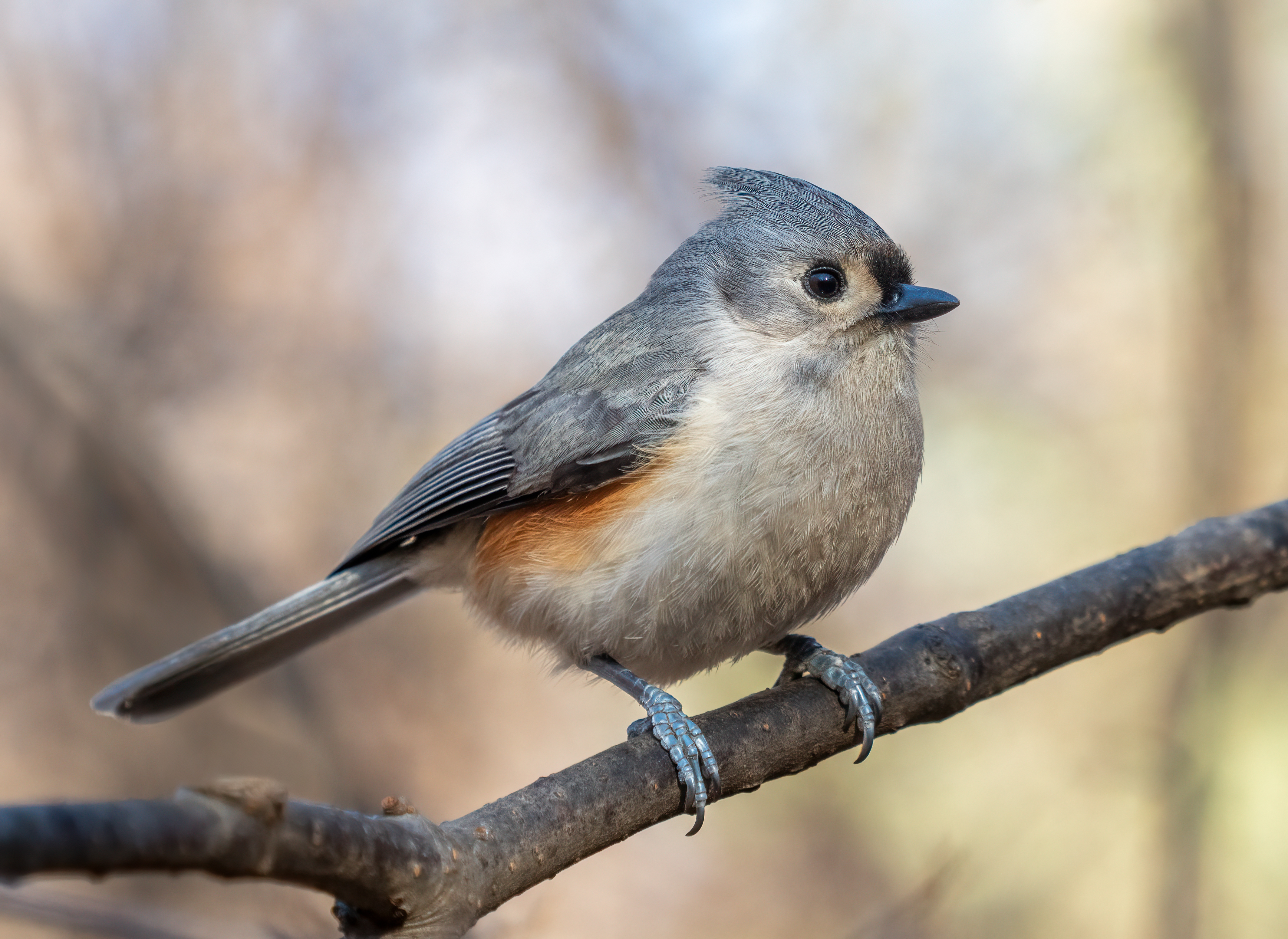
Grauhäubchenmeise im Central Park in New York City

Die Grauhäubchenmeise (Baeolophus bicolor), früher auch Indianermeise genannt, ist eine amerikanische Singvogelart.

## Merkmale
Dieser 15 cm lange Vogel hat eine graue Oberseite, eine weiße Unterseite und rostfarbige Flanken, ein weißes Gesicht, eine kleine, spitze graue Haube, einen schwarzen und kurzen, kräftigen Schnabel. Die Grauhäubchenmeise ist ein lebhafter, lauter Vogel, dessen Ruf ein Pieter – Pieter – Pieter ist.

## Vorkommen
Das Verbreitungsgebiet der Grauhäubchenmeise erstreckt sich vom Südosten Kanadas über den Osten der USA bis in den Nordosten Mexikos. Sie lebt in Wäldern, Gebüschen und, besonders wenn im Winter gefüttert wird, in Gärten. Durch die Winterfütterung breitet sich die Art nach Norden aus.

## Verhalten
Die Grauhäubchenmeise sucht auf Zweigen, manchmal auch am Boden, nach Insekten, besonders nach Raupen, aber auch Samen, Beeren und Nüssen. Das Tier ist ein Standvogel und bildet im Winter kleine, gemischte Vogelschwärme.

## Fortpflanzung
Die Grauhäubchenmeise brütet in Laub- und Mischwäldern. Ein Schalennest aus Haaren, Wolle, Blättern und Gras wird in einer Baumhöhle oder einem Nistkasten gebaut. Das Gelege besteht aus bis zu acht Eiern. Manchmal helfen die Jungvögel des Vorjahres bei der Aufzucht der Jungen. Auch nach der Brutzeit bleibt das Brutpaar zusammen und verteidigt sein Revier.